# Уті Пулккінен
Уті Пулккінен (фін. Outi Pulkkinen; нар. 1969) — фінська музикантка, співачка, перфомерка та викладачка музики. Здобуває ступінь докторки мистецтва у відділенні народної музики Академії Сібеліуса.

## Біографічні відомості
У 1980-х навчалась в музичному інституті Савонлінни (фін. Savonlinna muusikainstituudis), а також в Академії імені Сібеліуса.
У 1993 році разом з Анною-Каїсою Лієдес заснувала жіночий вокальний ансамбль «MeNaiset». Основу репертуару ансамблю становили фолькові фінські пісні та споріднених народів. Пізніше вирішила розпочати сольну кар'єру.
Уті Пукінен виконує авторську музику і грає на йоухікко (традиційний фінський музичний смичковий інструмент). Бере участь у різноманітних фестивалях.
З 2015 разом з Мар'яною Садовською та Надею Расс виконують програму «European Folk Voices» (народні голоси Європи).

## Нагороди
- 2014: переможниця конкурсу фольклорної пісні імені Консти Джилхи (фін. Konsta Jylhä -kilpailun)[6][7]